# 1988 RB2
1988 RB2 är en asteroid i huvudbältet som upptäcktes den 8 september 1988 av den tjeckiske astronomen Antonín Mrkos vid Kleť-observatoriet i Tjeckien.